# 아나톨리 도브리닌
아나톨리 표도로비치 도브리닌(러시아어: Анато́лий Фёдорович Добры́нин 1919년 11월 16일 ~ 2010년 4월 6일)은 소련의 외교관이자 정치인이었다. 1962년부터 1986년까지 미국 주재 소련 대사를 역임하였다.

## 영예와 수상
- 사회주의 노동영웅
- 5개의 레닌 훈장
- 노동적기훈장
- 러시아 연방의 외교 정책으로 위대한 공헌과 많은 세월의 외교 서비스로 명예 훈장 (2009년 8월 18일)
- 러시아 연방 외교 서비스의 명예 노동자
- 러시아 국립 외교원의 명예 박사